# Lijst van burgemeesters van Hensbroek
Dit is een lijst van burgemeesters van de voormalige Nederlandse gemeente Hensbroek tot die gemeente op 1 januari 1979 opging in de gemeente Obdam.
| Ambtsperiode | Naam burgemeester  | Partij of stroming | Bijzonderheden                            |
| ------------ | ------------------ | ------------------ | ----------------------------------------- |
| 18?? - 1848  | J. Schuyt          |                    |                                           |
| 1848 - 1879  | Haye Mensonides    |                    | tevens burgemeester van Obdam (1852-1879) |
| 1879 - 1919  | Jan Jacob Willinge |                    |                                           |
| 1919 - 1957  | S.B.F. Kooiman     |                    |                                           |
| 1957 - 1979  | J.P. Straathof     | KVP / CDA          |                                           |